# Gare d'Hengelo
La gare d'Hengelo, également appelée Hengelo (O), est la plus grande gare de la ville néerlandaise d'Hengelo. En 2023, la gare est utilisée quotidiennement par 6 088 personnes Elle est le nœud central du réseau urbain de transports publics de voyageurs. La gare est desservie par des trains nationaux régionaux et de grandes lignes ainsi que par l'InterCity transfrontalier reliant Berlin à Amsterdam.

## Histoire
La gare est ouverte le 18 octobre 1865 avec la ligne Almelo-Salzbergen (de). Les liaisons vers Zutphen suivent un mois plus tard, et celles vers Glanerbeek en janvier 1868. La gare reçoit son aspect actuel en 1951 (architecte : Hermanus Gerardus Jacob Schelling). En 2009, le tunnel souterrain est élargi et modifié visuellement.

## Liaisons
En horaire annuel 2022, la gare de Hengelo est desservie par les lignes suivantes :
| Ligne/type de train | Tracé de la ligne | Cadence                                                                                    | Exploitant                             |
| ------------------- | --- | ------------------------------------------------------------------------------------------ | -------------------------------------- |
| InterCity           | Gare centrale d'Amsterdam - Gare centrale d'Amersfoort - Deventer - Hengelo - Bad Bentheim - Rheine - Gare centrale d'Osnabrück - Gare centrale de Hanovre - Gare centrale de Berlin - Gare de l'Est de Berlin | 120 min                                                                                    | NS International / DB Fernverkehr (de) |
| InterCity           | Aéroport d'Amsterdam-Schiphol – Amsterdam-Sud – Gare centrale d'Amersfoort – Deventer – Gare d'Hengelo – Enschede (de)                                                                                         | 60 min                                                                                     |                                        |
| InterCity           | Gare centrale de La Haye – Gouda – Gare centrale d'Utrecht – Gare centrale d'Amersfoort – Deventer – Gare d'Hengelo – Enschede (de)                                                                            | 60 min                                                                                     |                                        |
| InterCity           | Zwolle – Almelo (de) – Hengelo – Enschede (de) | 60 min (Blauwnet; circule uniquement les jours ouvrables et uniquement pendant la journée) | Keolis (de)                            |
| Sprinter (de)       | Apeldoorn – Deventer – Almelo (de) (– Hengelo – Enschede (de)) | 30 min (ne circule que pendant les heures de pointe via Hengelo vers Enschede)             |                                        |
| Sprinter (de)       | Zwolle – Almelo (de) – Hengelo – Enschede (de) | 30 min (Blauwnet)                                                                          | Keolis (de)                            |
| Stoptrein           | Zutphen (de) – Hengelo – Oldenzaal (de) | 30 min (Blauwnet)                                                                          | Syntus Twente                          |